# Kressleinius celans
Kressleinius celans (лат.) — ископаемый вид паразитических наездников, единственный в составе рода Kressleinius из семейства Eulophidae отряда перепончатокрылые насекомые. Древнейший ископаемый вид эвлофид (Chalcidoidea) описан из эоценового балтийского янтаря.

## Описание
Мелкие наездники-эвлофиды, длина тела у самок 1,7 мм. Этот род отличается от других родов Tetrastichinae сочетанием следующих характеристик. Глаза с волосками. Скуловая борозда присутствует, лишь слегка выгнута. Борозда окружает глазковый треугольник оцеллий и распространяется до глаз. Антенна с 1 анеллусом, 3 члениками жгутиками и 3 члениками булавы. Препектус большой, примерно вдвое длиннее акроплеврона, субтреугольной формы. Трансэпимерная борозда прямая, простирается дорсовентрально, встречается с плевральной бороздой у метакоксы. Проподеальный каллус с 5 щетинками. Постмаргинальная жилка длиннее стигмальной жилки, субмаргинальная жилка с 6 щетинками. Церкальные щетинки почти одинаковой длины.
Родовое название Kressleinius дано в честь аспиранта Robert Luke Kresslein (University of California Riverside), потому что он ввёл первого автора (Tiffany C. Domer) в мир хальцидоидных наездников и научил её не бояться насекомых.